# Edward Björk
Edward Björk, född 27 augusti 2003, är en svensk professionell ishockeyspelare (back) som spelar för Piteå HC i Hockeyettan.
2021-2023 spelade han totalt 5 matcher för Luleå HF i Svenska Hockeyligan.

## Extern länk
- Presentation och statistik för Edward Björk som spelare  på Elite Prospects.